# Il druido di Shannara
Il druido di Shannara (titolo originale The Druid of Shannara) è un romanzo fantasy del 1991 scritto da Terry Brooks, secondo capitolo della tetralogia della serie L'eredità di Shannara. Diretto seguito delle vicende narrate ne Gli eredi di Shannara, il volume è incentrato principalmente sulle vicende di Walker Boh.

## Trama
Nel capitolo precedente del ciclo degli eredi di Shannara, Walker Boh è stato incaricato da Allanon di riportare nel mondo la perduta fortezza dei Druidi di Paranor. Il netto rifiuto opposto inizialmente viene superato dalla sua sete di conoscenza, quando Cogline gli consegna un libro delle storie dei Druidi. Nel libro Walker scopre che solo con l'uso della Pietra Nera degli Elfi potrà compiere la sua impresa. Recatosi alla Cripta dei Re, tuttavia, cade in una trappola tesagli dal Re della Pietra Uhl Belk che si è impossessato della Pietra e l'ha portata nel suo regno, la città di pietra Eldwist, il quale ha posizionato, nel luogo dove stava la pietra, un serpente con un veleno pietrificante, chiamato Aspinx. Walker si salva dal veleno dell'Aspinx, ma perde un braccio. 
Sconvolto e mortalmente ferito, Walker riesce ad uscire dalla Cripta dei Re e viene salvato da Cogline, ma né il vecchio né i guaritori di Storlock riescono a salvargli il braccio. Una volta tornati alla Pietra del Focolare, gli Ombrati capeggiati da Rimmer Dall cercano di eliminare Cogline, che si sacrifica per salvare Walker, che non è in grado di combattere. 
Intanto, il Re del Fiume Argento ha creato dalla terra una creatura di notevole bellezza, sua figlia Viridiana, e le ha affidato la missione di sconfiggere Uhl Belk - sopravvissuto come lui all'epoca di Faerie ma interessato solo alla conservazione del suo potere - per salvare il mondo dalla devastazione. Viridiana ha il potere di far risorgere flora e fauna al suo passaggio, ma per compiere la sua missione non può esercitare magia nella città della Pietra. Pertanto, giunta a Culhaven, convince il giovane Morgan Leah - che nel frattempo ha con uno stratagemma adempiuto alla promessa fatta a Steff - e il letale assassino Pe Ell ad accompagnarla nel pericoloso viaggio verso Eldwist, la città di pietra posta su un altopiano sulle sponde dell'oceano Tiderace. 
Pe Ell è un sicario che collabora con gli Ombrati e che è stato incaricato da Rimmer Dall in persona di uccidere Viridiana. Possiede lo Stiehl, un pugnale magico che non conosce ostacolo e che usa per uccidere le vittime che si sceglie per placare la sua sete di sangue. Pe Ell accetta di collaborare, catturato a suo modo dal fascino amanato dalla magia di Viridiana. Morgan Leah invece si innamora perdutamente di Viridiana, ricambiato.
Partiti da Culhaven, la compagnia si dirige a Terrabuia dove Viridiana salva Walker Boh, aspetta la sua guarigione e lo convince a unirsi alla compagnia diretta a Eldwist. Anche Walker Boh si sente particolarmente vicino a Viridiana, in quanto entrambi in possesso della vera magia. Dalla Pietra del Focolare, il gruppo si dirige a Rampling Steep, uno sperduto avamposto minerario alle pendici dei monti Charnal, dove Viridiana convince il cercatore Horner Dees a guidarli verso Eldwist, stuzzicando la sua voglia di scoprire cosa è successo in quei luoghi dopo la sua prima spedizione di molti anni addietro. Superate le Montagne Charnal, il gruppetto viene fatto prigioniero dagli Gnomi Ragno, il cui Re - Carismano - è in realtà un cantastorie, a sua volta prigioniero.
Fuggiti dagli Gnomi Ragno, non senza difficoltà, i sei riescono a raggiungere Eldwist. Ogni elemento del gruppo concorrerà a suo modo alla riuscita dell'impresa, ma il prezzo da pagare per il successo sarà terribile.
La compagnia ha subito un primo incontro con i due guardiani della città: il Koden e il Maw Grint. Il primo lascia passare la compagnia dopo che Walker Boh comprende il suo dolore e gli promette che ritornerà per liberarlo; il secondo è l'omologo di Viridiana: creato dal padre Uhl Belk per trasformare la terra in pietra in sua vece, si è trasformato in un mostro-talpa ancora più assetato di potere del padre, tanto da volerlo uccidere; solo con la Pietra Nera Uhl Belk è in grado di tenerlo a bada. Ma il pericolo maggiore è il terzo guardiano della città, ossia Rastrello, un Serpide molto veloce e dalla forma mutevole che - come il Maw Grint - di notte va in cerca di ogni creatura vivente per ucciderla. Per cinque giorni, i sei compagni di giorno cercano Uhl Belk nella città e di notte si nascono dai guardiani; nei giorni successivi iniziano ad esplorare i cunicoli sotto la città (il reticolo di quella che sembra essere stata una metropolitana ed il reticolo fognario). Successivamente, i membri decidono di cercare Uhl Belk separatamente: Pe Ell punta a seguire Rastrello di notte per trovare il rifugio di Uhl Belk; Horner Dees e Morgan Leah da una parte e Viridiana, Walker e Carismano dall'altra si dividono l'esplorazione della città. Il primo gruppo non ha successo, ma Horner e Morgan si aprono vicendevolmente: il primo confida a Morgan di conoscere Pe Ell e di aver fatto parte dei Cercatori ombrati in gioventù, Morgan salva la vita a Horner caduto in un crepaccio recuperando parzialmente il potere della spada e quindi fiducia in sè stesso. Il secondo gruppo riesce a scoprire il nascondiglio di Uhl Belk e a parlare con lui; questi mostra loro la Pietra e come la usa per tenere a bada il Maw Grint, si rifiuta di consegnarla e li scaccia di malo modo. Tornando verso il rifugio, i tre scorgono all'orizzonte un esercito di Gnomi Ragno venuti a riprendere Carismano; il cantastorie va loro incontro e trova la morte.
In un ulteriore tentativo all'alba del giorno seguente, Horner e Pe Ell riescono a far sì che Rastrello e il Maw Grint si scontrino, il primo dei due mostri ha la peggio e precipita nella stessa voragine in cui stava per precipitare Horner Dees. Parallelamente Walker Boh, Morgan e Viridiana ritornano nella cupola e affrontano Uhl Belk riuscendo ad attaccarlo e a sottrargli la Pietra Nera. Tutti fuggono, braccati dal Maw Grint. Pe Ell, lasciato indietro Horner Dees, riesce a catturare Viridiana e si fa consegnare la Pietra Nera da Walker Boh. Scappa portandosi dietro Viridiana, fantasticando finalmente di ucciderla e di possedere il suo segreto, ma Viridiana - conscia del suo destino - si divincola da lui e si getta sullo Stiehl che le procura una ferita mortale. Pe Ell, impazzito dalla visione in cui Viridiana gli svela di averlo scelto proprio affinché lui la uccidesse al momento opportuno, scappa fino a che non crolla nei pressi della tana del Koden, venendo sorpreso e ucciso da quest'ultimo.
Walker, Horner e Morgan trovano Viridiana morente. Morgan la porta in braccio fino ad un'altura che Walker riconosce essere quella della sua visione. Viridiana si separa da Morgan non prima di avergli ribadito il suo amore e gli ordina di piantare nel terreno la spada di Leah. Poi Viridiana si separa da Walker donandogli la sicurezza di affrontare il destino previsto per lui da Allanon. Precipitando dalla rupe, Viridiana torna polvere e restituisce la vita a Eldwist. Morgan estrae dal terreno la spada di Leah riparata. Walker, Horner e Morgan partono per il viaggio di ritorno: Horner si ferma a Rampling Steep, mentre Walker e Morgan si separano al passo di Jannison.
Walker si dirige verso Paranor e grazie al potere della Pietra Nera riesce a riportare la fortezza nel mondo reale. Mentre - entrando nella fortezza - si chiede cosa la magia abbia prodotto in lui, trova Cogline e Bisbiglio.

## Personaggi principali
- Morgan Leah
- Pe Ell
- Uhl Belk
- Viridiana
- Walker Boh

## Edizioni
- Terry Brooks, Il Druido di Shannara, traduzione di Elena Dezani Trucco e Anna Tamagno Gea, collana Oscar Mondadori, Arnoldo Mondadori Editore, 1999,  p. 443, ISBN 88-04-38827-7.